# Rogoźno
Rogoźno é um município da Polônia, na voivodia da Grande Polônia e no condado de Oborniki. Estende-se por uma área de 11,24 km², com 11 206 habitantes, segundo os censos de 2016, com uma densidade de 997,0 hab/km².